# Гюргич
Гюргѝч е село в Северозападна България, в община Ружинци, област Видин.

## География
На запад на 2 км от селото се намира скалист връх, наречен Бабу, на който е имало крепост. Северно от селото в скалистия рид са върховете Косера и Калето. Южно от селото е разположен скалист рид, част от широка планина – Ошли гръб. От север е опасан с венец от скали: Бъчвата, Сокола, Викалеца, Типъц, Дудов камък, Силовит връх. Реката, която минава през селото, се нарича Гюргичка бара. След като се слее с Карачица се нарича Нечинска бара. Това е едно съхранено живописно кътче в Северозападна България. Всеки, който отиде там, може да се наслади на чистия планински въздух и красивата гледка.

## История
В края на 40-те години, по време на колективизацията, селото е местна база на Горянското движение, а на изборите през 1949 година, след забраната на опозицията, гласуват едва 50% от избирателите. В началото на 1951 година на Държавна сигурност са известни 67 горянски ятаци в Гюргич.

## Население
Преброяване на населението през 2011 г.
Численост и дял на етническите групи според преброяването на населението през 2011 г.:
|                     | Численост | Дял (в %) |
| Общо                | 276       | 100,00    |
| Българи             | 270       | 97,82     |
| Турци               | 0         | 0,00      |
| Цигани              | 5         | 1,81      |
| Други               | 0         | 0,00      |
| Не се самоопределят | 0         | 0,00      |
| Неотговорили        | 1         | 0,36      |

## Редовни събития
Съборът на с. Гюргич е на 24 
- Втората събота на месец август събор – Среща на три поколения
- В средата на месец Август се провежда младежки събор на язовир с. Гюргич в близост до връх „БАБУ“

## Кристиан Иванов
- Боринка Цветкова (р. 1941), българска шивачка, герой на социалистическия труд